# Home Sweet Home (película de 2016)
Home Sweet Home es una película dramática kosovar de 2016 dirigida por Faton Bajraktari. Se proyectó en el Festival Internacional de Cine de Karlovy Vary. Fue seleccionada como la entrada de Kosovo a la Mejor Película en Lengua Extranjera en la 89.ª edición de los Premios Óscar, pero no fue nominada.

## Sinopsis
Cuenta la historia de Agron, que fue considerado muerto por amigos y familiares. De hecho, hay testigos le que vieron morir en el campo de batalla durante el conflicto de Kosovo. Por lo tanto, resulta una gran sorpresa cuando aparecen en la puerta e casa donde su familia había aprendido a vivir sin él. Aunque la bienvenida a casa es sincera, es muy corta y las emociones dan paso rápidamente a la consideración de problemas prácticos. Para su vida diaria es mejor para la familia que él siga siendo víctima de guerra y Agron es forzado de un modo compasivo a suprimir su existencia hasta el punto de la invisibilidad.

## Reparto
- Donat Qosja
- Arta Muçaj
- Shkumbin Istrefi
- Lea Qosja